# Hôtel de Brée
L’hôtel de Brée est un hôtel particulier situé à Laval, dans le département de la Mayenne.

## Histoire

Armes des Brée : d'argent à deux fasces de sable au sautoir de gueulles brochant sur le tout

L'hôtel particulier de Brée se trouve au 7 Rue du Jeu-de-Paume, à Laval. Il a été construit dans la première moitié du XVIe siècle.
Il s'agissait de l'hôtel de la Famille de Brée, sieurs de Fouilloux. Un fief, dépendant de cet hôtel, s'étendait à la Porte Renaise, sur le bord d'un étang, ou était situé au XIXe siècle l' hôtel du Dauphin. 
Les fenêtres du pignon ont été refaites en 1764 pour Joseph Duchemin, sieur du Bois du Pin.